# Слесарь

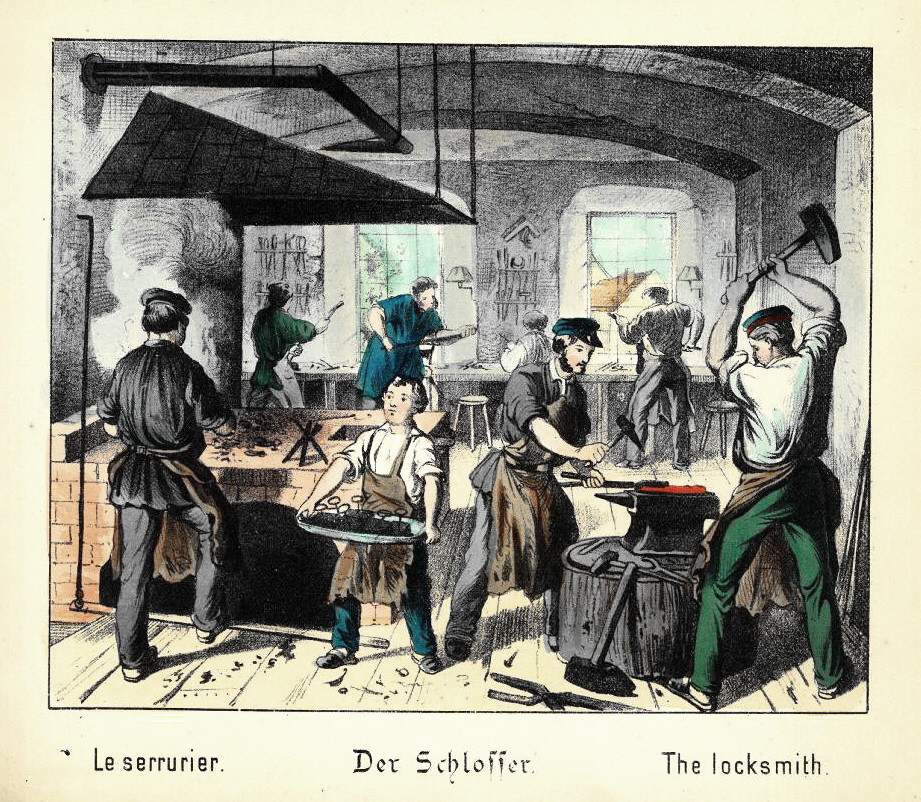
Слесарная мастерская. 1880 г.

Слесарь (нем. Schlosser — «замочник») — специалист по механической ручной обработке металлов и изделий из них, включая операции по их сборке, разборке и ремонту на производстве или в быту.

## Специализации
Специализаций слесарей насчитывается несколько сотен. Например, только в российском Едином тарифно-квалификационном справочнике работ и профессий рабочих (ЕТКС) описано более 70 профессий слесарей. Ниже приведён краткий перечень профессий:
- Слесарь широкого профиля — наиболее близкая к историческому понятию слесарь профессия.
- Слесарь по контрольно-измерительным приборам и автоматике — специалист по обслуживанию и мелкому ремонту контрольно-измерительных приборов и автоматики. В его должностные обязанности входит монтаж, настройка и техническое обслуживание контрольно-измерительных приборов (КИП) и устройств автоматики.
- Слесарь механосборочных работ — осуществляет сборку и наладку машин и механизмов из деталей.
- Слесарь-инструментальщик — специалист по изготовлению и ремонту штампов, пресс-форм (литформ), оснастки.
- Автослесарь — специалист по ремонту автомобилей.
- Слесарь-сантехник — специалист по монтажу и обслуживанию водопроводных коммуникаций.
- Слесарь аварийно-восстановительных работ — специализация на аварийно-восстановительных работах.
- Слесарь-ремонтник — осуществляет ремонт производственного оборудования, необходимого для поддержания промышленных-технических процессов либо бытовых нужд.
- И т. д.

В соответствии с уровнем квалификации слесарю присваивается разряд от первого до шестого.
В 2015 году профессия слесарь была внесена Министерством труда Российской Федерации в список 50 наиболее перспективных и востребованных профессий, требующих среднего профессионального образования.

## Слесарные операции[2]
| Антикоррозийная обработка                                                        | Набивка сальников                                                                            | Рихтовка |
| Бортирование (бортировка)                                                        | Нагрев заготовки                                                                             | Рубка |
| Вальцевание (вальцовка)                                                          | Нанесение рисок                                                                              | Сверление (сверловка)/Рассверливание |
| Выпрессовывание (выпрессовка)                                                    | Нарезание резьбы (нарезка резьбы)                                                            | Смазывание деталей (смазка деталей) |
| Вырубка                                                                          | Натягивание троса (цепи, ремня) (натяжка троса (цепи, ремня))                                | Смазывание прокладок (смазка прокладок) |
| Гибка                                                                            | Обвязывание проволокой (обвязка проволокой)                                                  | Смазывание резьбовых соединений (смазка резьбовых соединений) |
| Гидравлическое испытание                                                         | Обдувание (обдувка)                                                                          | Сборка резьбовых соединений/Разборка резьбовых соединений |
| Гидроабразивная обработка (гидроабразивная очистка)                              | Обезжиривание деталей                                                                        | Сборка разъёмных соединений (соединение с помощью крепёжных деталей, соединение с помощью крепёжных изделий)/Разборка разъёмных соединений |
| Гидроструйная обработка (гидроструйная очистка, очистка водой высокого давления) | Опиливание                                                                                   | Соединение с помощью болта/Разборка болтовых соединений |
| Доводка                                                                          | Опрессовывание (опрессовка)                                                                  | Соединение с помощью винта/Разборка винтовых соединений |
| Заделывание пробоин (заделка пробоин)                                            | Очистка (чистка)                                                                             | Соединение с помощью заклёпки (клепание, клёпка)/Разборка заклёпочнных соединений (расклёпывание, расклёпка) |
| Заделывание трещин (заделка трещин)                                              | Паяние (пайка)                                                                               | Соединение с помощью пальца/Разборка пальцевых соединений |
| Замена агрегатов                                                                 | Пескоструйная обработка (пескоструйная очистка, бластинг)                                    | Соединение с помощью самореза (ввинчивание самореза, вкручивание самореза, завинчивание самореза, закручивание самореза)/Откручивание самореза (вывинчивание самореза, выкручивание самореза, отвинчивание самореза, развинчивание самореза, раскручивание самореза, свинчивание самореза, скручивание самореза) |
| Замена деталей                                                                   | Плетение троса/Расплетание троса                                                             | Соединение с помощью шпильки/Разборка шпилечных соединений |
| Замена крепежа                                                                   | Пломбирование (опломбирование, опломбировка, пломбировка)/Распломбирование (распломбировка)  | Соединение с помощью шплинта (шплинтование, шплинтовка)/Удаление шплинта (извлечение шплинта, разборка шплинтовых соединений, расшплинтовывание, расшплинтовка, снятие шплинта) |
| Замена механизмов                                                                | Пневматическое испытание                                                                     | Соединение с помощью шпонки/Удаление шпонки (извлечение шпонки, разборка шпоночных соединений, снятие шпонки) |
| Замена прокладок                                                                 | Подтяжка резьбовых соединений (затяжка резьбовых соединений)/Ослабление резьбовых соединений | Соединение с помощью штифта (заштифтовывание, заштифтовка, штифтование, штифтовка)/Удаление штифта (разборка штифтовых соединений, расштифтовывание, расштифтовка) |
| Замена троса (цепи, ремня)                                                       | Подтяжка сальников (затяжка сальников)/Ослабление сальников                                  | Соединение с помощью шурупа (ввинчивание шурупа, вкручивание шурупа, завинчивание шурупа, закручивание шурупа)/Откручивание шурупа (вывинчивание шурупа, выкручивание шурупа, отвинчивание шурупа, развинчивание шурупа, раскручивание шурупа, свинчивание шурупа, скручивание шурупа)                           |
| Замена узлов                                                                     | Подтяжка фланцевых соединений (затяжка фланцевых соединений)/Ослабление фланцевых соединений | Стопорение/Расстопорение |
| Замена отрезного круга (шлифовального круга)                                     | Покраска (окраска)                                                                           | Удаление заусенцев |
| Запасовка                                                                        | Полирование (полировка)                                                                      | Удаление оксидов (удаление окиси, удаление окислов) |
| Запрессовывание (запрессовка)/Распрессовывание (распрессовка)                    | Правка                                                                                       | Установка крепежа/Удаление крепежа (извлечение крепежа, снятие крепежа) |
| Затачивание (заточка)                                                            | Правка в подогретом состоянии                                                                | Установка прокладок/Удаление прокладок (извлечение прокладок, снятие прокладок) |
| Затылование (затыловка)                                                          | Пригонка                                                                                     | Установка троса (цепи, ремня)/Удаление троса (цепи, ремня) (извлечение троса (цепи, ремня), снятие троса (цепи, ремня)) |
| Зенкование (зенковка)                                                            | Припасовка                                                                                   | Установка отрезного круга (шлифовального круга)/Удаление отрезного круга (шлифовального круга) (извлечение отрезного круга (шлифовального круга), снятие отрезного круга (шлифовального круга)) |
| Измерение (замер)                                                                | Притирание (притирка)                                                                        | Фиксация заготовки |
| Измерение натяжения                                                              | Пробивание (пробивка)                                                                        | Хонингование (хонинговка) |
| Измерение шероховатости поверхности                                              | Продувание (продувка)                                                                        | Цекование (цековка) |
| Кантование (кантовка)                                                            | Развальцовывание (развальцовка)                                                              | Центрирование агрегатов (центровка агрегатов) |
| Кернение                                                                         | Разведение зубьев пилы (развод зубьев пилы, разводка зубьев пилы)                            | Центрирование деталей (центровка деталей) |
| Клеймление                                                                       | Разрубание (разрубка)                                                                        | Центрирование механизмов (центровка механизмов) |
| Контрование (контровка)/Разконтровка                                             | Раскатка труб                                                                                | Центрирование узлов (центровка узлов) |
| Крацевание (крацовка)                                                            | Распиливание                                                                                 | Шабрение (шабрование, шабровка) |
| Лужение                                                                          | Резание (резка)                                                                              | Шлифование (шлифовка) |